# GREE (entreprise)
GREE, Inc. (グリー株式会社, Gurī Kabushiki-gaisha) est une société de média japonaise fondée en décembre 2004 dont le siège est situé au Roppongi Hills Mori Tower dans le district de Roppongi à Tokyo. Depuis sa création, l'entreprise est chargée de l'exploitation du service de réseautage social GREE.

## Historique
En 2011, la compagnie annonce une collaboration avec Tencent. La même année, en avril, elle achète la plateforme américaine de jeu sur mobile OpenFeint pour 104 millions de dollars.
Au mois de mai 2012, GREE acquiert le développeur de jeux sur mobile Funzio pour 210 millions de dollars.